# Brasserie Inter-Pol
Brasserie Inter-Pol is een Belgische brouwerij te Mont, een deelgemeente van Houffalize in de provincie Luxemburg.

## Geschiedenis
Pol Ghekiere en zijn echtgenote Tine kochten in 1999 een oude smidse, waarvan het oudste gedeelte uit 1710 stamt en bouwden die om tot een Bed & Breakfast. Vijf jaar later ging Pol ook aan de slag als Nederlandstalige gids in de nabijgelegen Brouwerij van Achouffe. Hij begon zich te verdiepen in het brouwproces en te experimenteren in de keuken. Achter het gastenverblijf in de originele smidse werd een nieuwe ruimte omgebouwd bestaande uit twee delen, een degustatielokaal en een kleine brouwerij met een brouwcapaciteit van 70 liter per brouwsel. Vanaf 2010 werd de brouwerij officieel in bedrijf genomen en sindsdien worden daar twee vaste bieren gebrouwen, Zwarte Pol en Witte Pol.

## Bieren
- Witte Pol, witbier, 5,6%
- Zwarte Pol, stout, 6,5%

Buiten het vaste assortiment:
- Hops 'n Roses, IPA, 6,5%
- Chili Pol, met chilipepers, 5,8%
- Peated Pol, met gerookte whiskymout, 5,8%